# コミック捕物帖 まげもの110番
『コミック捕物帖 まげもの110番』（コミックとりものちょう まげものひゃくとうばん）は、毎日放送（MBSテレビ）で1959年9月2日から1960年2月25日まで毎週水曜日 20:00 - 20:30（JST）に放送されていたコメディドラマ。亜細亜製薬（現在は明治薬品に販売事業を譲渡）の一社提供番組。
日本教育テレビ（NET。現・テレビ朝日）は毎週土曜日 19:30 - 20:00に時差ネットした。

## 概要
大阪市南区（現在の中央区）難波に所在した「南街会館」からの公開生放送で行われたコメディ番組。当時、MBSテレビの開局と同時に放送が開始され、同会館から生放送された公開コメディ番組『番頭はんと丁稚どん』と同じ花登筺が原作・原案を手掛け、花登が主宰した「劇団・笑いの王国」に所属していた芦屋雁之助、茶川一郎、大村崑、芦屋小雁がレギュラー出演したが、主演は当時若手だった漫才コンビの夢路いとし・喜味こいしが務めた。
番組の内容は、いとし・こいし演ずる同心と、茶川・大村演ずる岡っ引のドタバタ喜劇であった。
オープニングでは茶川と大村が緞帳の前で「♪ベルベ〜ベルベ〜ベルベ〜ベルベ〜」と歌うシーンから始まり、本編に入るというものであった。

## キャスト
- S町奉行所与力夢之進 - 夢路いとし
- N町奉行所与力小石喜味之進 - 喜味こいし
- 目明し茶々吉 - 茶川一郎
- 乾分崑太 - 大村崑
- 芦屋雁之助
- 芦屋小雁
- 大屋満
- 筧浩一
- 宇野ヨシエ 他

## スタッフ
- 作・演出 - 花登筺
- 脚本 - 新野新、山路洋平
- 音楽 - 溝口尭
- 美術 - 寺西一平
- プロデューサー - 池田幾三
- 企画 - 東宝テレビ部
- 制作 - 毎日放送

## 映像発見
- 2016年2月、神戸市長田区にある神戸映画資料館で同作の第23話「屋根の上の捕物の巻」（1960年2月3日放送）のキネコで完全収録された映像の16ミリフィルムが発見され、2016年3月6日の『MBSマンスリーリポート』でその映像の一部が放映された。当時の映像保存はVTRがまだ導入されたばかりで、ビデオテープも高価であったためキネコでの映像保存が主流だった[3]。